# Miradouro dos Balcões

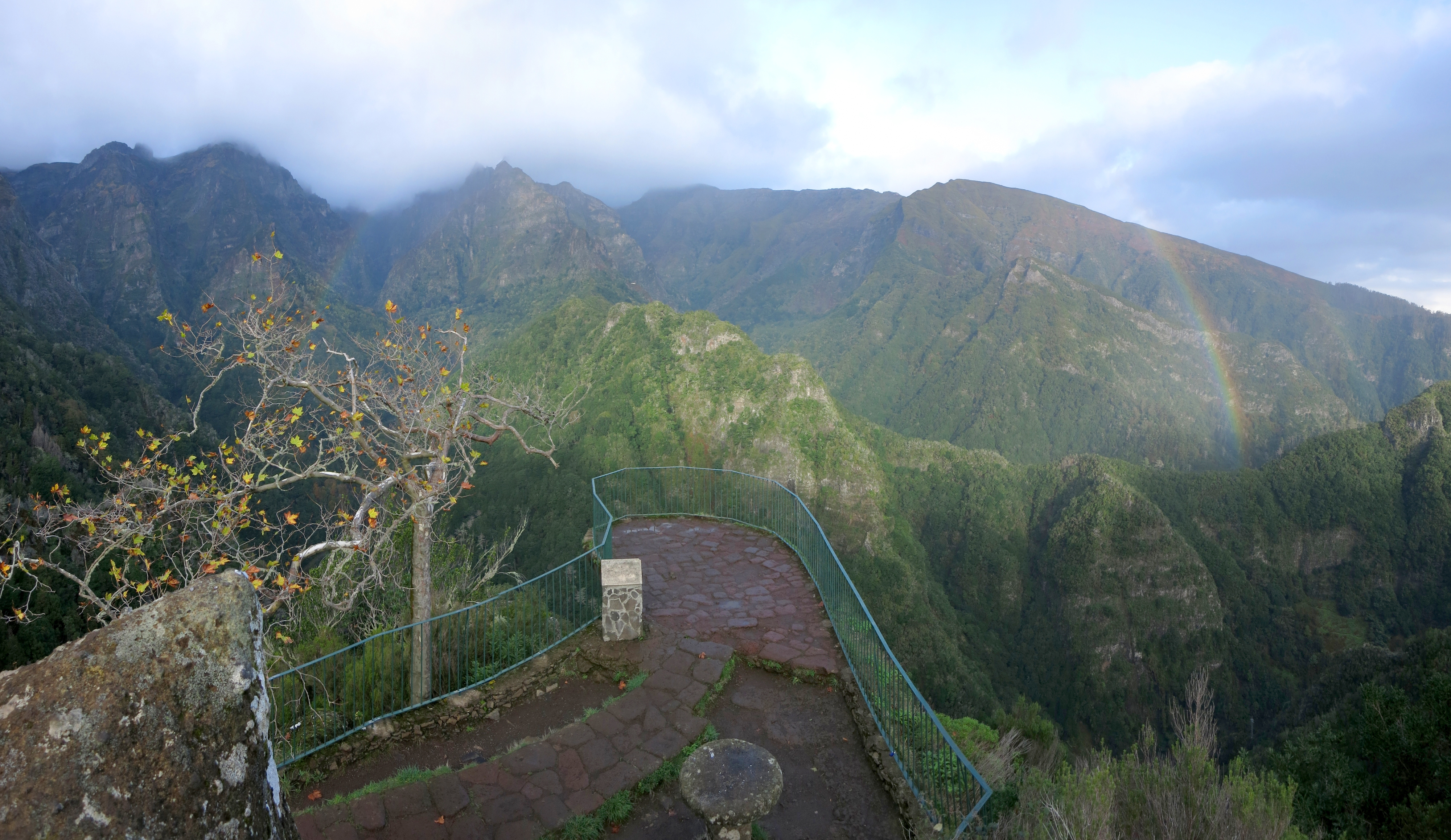
Aussicht vom Miradouro dos Balcões

Der Miradouro dos Balcões oder kurz Balcões (port.: Balkone) ist ein touristisch bedeutsamer Aussichtspunkt (port.: Miradouro) in der Nähe des Ortes Ribeiro Frio, Gemeinde São Roque do Faial, auf der Insel Madeira.
Der Miradouro liegt am Wanderweg PR 11, dem Levada-Wanderweg Vereda dos Balcões. Von hier hat man eine gute Aussicht auf die Bergkette im Inselinneren mit den höchsten Gipfel der Insel. Von links nach rechts sieht man dabei den Pico do Arieiro, den Pico das Torres, und den Pico Ruivo, mit 1862 m der höchste Berg auf Madeira und die dritthöchste Erhebung Portugals.

## Zugang
Ribeiro Frio liegt an der Landstraße ER103 zwischen dem Poiso-Pass und São Roque de Faial nahe der Nordküste, von der Hauptstadt Funchal wird der Ort auch mit Linienbussen angefahren. Der als PR 11 ausgeschilderte Wanderweg beginnt unterhalb von der Forellenfarm, auf bequem begehbaren breiten Weg wird schon nach 20 Minuten der Aussichtsbalkon erreicht.